# Andrea Belluzzi

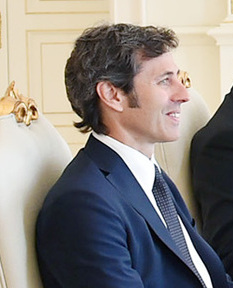
Andrea Belluzzi, 2015

Andrea Belluzzi (* 23. März 1968 in San Marino) ist ein Politiker aus San Marino. Gemeinsam mit Roberto Venturini wurde er am 17. März 2015 für die Periode vom 1. April 2015 bis 1. Oktober 2015 zum Capitano Reggente, dem Staatsoberhaupt von San Marino, gewählt.
Belluzzi ist seit 1998 als Anwalt und Notar tätig. Von 2002 bis 2008 gehörte er dem Verwaltungsrat der Fondazione San Marino Cassa di Risparmio SUMS und von 2006 bis 2008 dem Verwaltungsrat des italienischen Energie- und Wasserversorgers Hera Rimini S.r.l. an. Er ist Syndikus der von der san-marinesischen Zentralbank eingesetzten Geschäftsführung der Banca del Titano. Von 2000 bis 2001 gehörte er zu den Rechnungsprüfern der Zentralbank.
Belluzzi ist semi-professioneller Motorsportler. Er war 2001, 2006 und 2010 Sieger der Ferrari Challenge, 2000 und 2003 war er Vizemeister. Von 2005 bis 2008 gehörte er dem Direktorium des san-marinesischen Motorsportverbandes Federazione Auto Motoristica Sammarinese an, 2009 bis 2012 war er Generalsekretär der FAMS. Von 2001 bis 2004 war Belluzzi Vizepräsident des Automobilclubs von San Marino.
Belluzzi ist seit 2007 Mitglied des Partito dei Socialisti e dei Democratici. 2012 wurde er erstmals in den Consiglio Grande e Generale, das Parlament San Marinos, gewählt. Belluzzi ist Mitglied in Außen- und Finanzausschuss und gehört der Gruppe der san-marinesischen Abgeordneten bei der Interparlamentarischen Union an.
Er ist verheiratet und hat einen Sohn.